# فسيولوجيا مرضية لارتفاع ضغط الدم

رسم بياني توضيحي للعوامل المؤثرة على ضغط الدم

الفيزيولوجيا المرضية لارتفاع الضغط أو فرط الضغط هو مجال يهدف لشرح الأسباب المؤدية لارتفاع ضغط الدم. ارتفاع الضغط يمكن تقسيمه إلى قسمين هما فرط ضغط الدم الأساسي (المجهول السبب) أو فرط ضغط الدم الثانوي. فرط ضغط الدم الأساسي يدل على أنه لا يوجد سبب طبي واضح لشرح ارتفاع الضغط، ما يقارب 90-95 ٪ من ارتفاع الضغط هو فرط ضغط الدم الأساسي (المجهول السبب). ارتفاع ضغط الدم الثانوي يدل على أن ارتفاع الضغط نتيجة لسبب معين وعملية معروفة أدت في نهايتها لارتفاع الضغط، مثل مرض الكلى المزمن أو تضيق الشريان الأبهر أو تضيق الشريان الكلوي، أو أمراض الغدد الصماوية مثل ارتفاع هرمون الألدوستيرون أو الكورتيزول أو كاتيكولامين. ارتفاع ضغط الدم المستمر يعتبر من المخاطرالرئيسية للإصابة بمرض القلب الضغطي، مرض القلب التاجي، الجلطة الدماغية، أم الدم الأبهرية، مرض الشريان المحيطي، مرض الكلى المزمن. الفيزيولوجيا المرضية لفرط ضغط الدم الأساسي لايزال مجالًا قائمًا للأبحاث، كثير من النظريات غير متعارضة (متداخلة في فكرتها).
النتاج القلبي والمقاومة المحيطية هما العاملان المحددان للضغط الشرياني. النتاج القلبي يحدده حجم النفضة وسرعة نبضات القلب. حجم النفضة مرتبط بقلوصية عضلة القلب وحجم الحيز الوعائي لأوعية الدم. المقاومة المحيطية تحددها الوظيفة والتغيرات التشريحية في الشرايين الدموية الصغيرة.

## الوراثة
طفرة جينية وحيدة تكفي للتسبب في وراثة مندلية لارتفاع ضغط الدم. تم التعرف على 10 جينات من الممكن أن تسبب بذاتها وراثة لارتفاع الضغط. هذه الطفرات الجينية تؤثر على ضغط الدم بتغيير تعامل الكلية مع الأملاح. There is greater similarity in ضغط الدم within families than between families, which indicates a form of إرث, التشابه في ضغط الدم بين أفراد العائلة أكثر من تشابهه بين العائلات المختلفة وهذا يشير إلى نوع من الوراثة، وليس تشاركًا في طبيعة الحياة المعيشية. بمساعدة طريقة التحلل الجيني، تم بالدلائل الإحصائية إثبات ارتباط صغط الدم لمجموعة من مناطق صبغية (كروموسومية)، وتشمل مناطق ارتبطت بفرط شحميات الدم المشترك العائلي. هذه الاكتشافات تشير إلى أنه هناك كثير من المواقع الكروموسومية، في المجمل، جميعها تؤثر بشكل بسيط على ضغط الدم. بشكل عام، من غير الشائع التعرف على طفرة جينية وحيدة تسبّب ارتفاع ضغط الدم، وهذا يُعزّز النظرية القائلة بتعدد مُسبّبها ارتفاع ضغط الدم الأساسي.

## الجهاز العصبي الذاتي
يلعب الجهاز العصبي الذاتي دور أساسيًا في المحافظة على عملية الاستتباب القلبية الوعائية بواسطة ضغط الدم، وكمية السوائل الخارج خلوية، والمستقبلات الكيميائية. يقوم بهذه العملية من خلال تنظيم الأوعية الدموية الطرفية، والتغيير في وظيفة الكلية لتناسب وضعه، وهذا يؤثر على النتاج القلبي، المقاومة الوعائية، واحتباس السوائل في الجسم. النشاط المفرط للجهاز العصبي الودي يرفع ضغط الدم مؤقتا، ويقود إلى ارتفاع ضغط الدم كتشخيص مرضي.
تتضمن آلية تنشيط الجهاز العصبي الذاتي في المرضى المصابين بارتفاع ضغط الدم تغيرات في  منعكس مستقبلات الضغط والمستقبلات الكيميائية على المستويين المحيطي (في أطراف الجسم) والمركزي (جذع الجسم). يُعاد ضبط مستقبلات الضغط في الشرايين لتعتمد على ضغط دمٍ عالٍ في المرضى المصابين بارتفاع ضعط الدم، وهذا الضبط يرجع للطبيعته إذا عاد الضغط للمعدل الطبيعي. علاوة على ذلك، يُعاد ضبط الأجسام الأبهرية المركزية في المرضى المصابين بارتفاع الضغط، وينتج عن ذلك تثبيط للجهاز العصبي الودي بعد تنشيط مستقبل الضغط الأبهري. يظهر أن عملية إعادة تعيين منعكس مستقبلات الضغط نتيجة لتفعيل الأنجيوتنسين الثاني. من الجزيئات الصغيرة الناقلة أيضا أنواع الأكسجين التفاعلية والإندوثيلن الذين يثبّطان فعالية مستقبلات الضغط ويشاركان في تضخيم الجهاز العصبي الودي. أظهرت بعض الدراسات أن المرضى المصابون بارتفاع الضغط يظهر عليهم انقباض للأوعية الدموية بشكل أكبر من أقرانهم ذوي ضغط الدم الطبيعي إذا تم حقنهم بنورإبينيفرين. إذا تم حقن النورإيبينيفرين فإن مستويات المستقبلات النورأدرينالية تقل، ويُظن أن هذه الصفة موروثة جينيًا.
التعرض للإجهاد والقلق يزيد من جهد الجهاز العصبي الذاتي، والتعرض للإجهاد والقلق مرة تلو الأخرى يسبب تضيقًا في الأوعية الدموية مما يسبب تضخم الخلايا الوعائية وهذا يسبب زيادة في المقاومة المحيطية وضغط الدم. هذا قد يكون تفسيراً لزيادة نسبدة الإصابة بارتفاع ضغط الدم في المجتمعات ذات المستوى اجتماعي-اقتصادي منخفض، بسبب تعرضهم للضغط والإجهاد بشكل كبير في حياتهم اليومية. يظهر على من لديهم تاريخ عائلي بمرض ارتفاع الضغط تضيق في الأوعية الدموية وزيادة في الجهاز العصبي الذاتي عند تعرضهم لاختبار رفع الضغط بالبرد والكروب النفسية (مثل التوتر والقلق) وقد قد يقود إلى إصابتهم بارتفاع ضغط الدم المرضي. وهذا صحيح خصوصاً في الشباب الأمريكيين من أصل أفريقي. التعرض للإجهاد والقلق المبالغ فيه قد يكون عامل مشاركاً في الإصابة بارتفاع ضغط الدم المرضي في هذه الفئة.

## نظام الرينين أنجيوتنسين ألدوستيرون
جهاز آخر يحافظ على مستوى السائل خارج الخلوي، المقاومة المحيطية، و وجود اختلال فيه قد يؤدي إلى ارتفاع الضغط المرضي هو نظام الرينين أنجيوتنسين ألدوستيرون. الرينين هو إنزيم يتجول في الجسم ليشارك في المحافظة في مستوى السائل خارج الخلوي وفي المحافظة على تضيق الأوعية الدموية، وبالتالي يساهم في ضبط مستوى ضغط الدم، يقوم بهذه العملية بواسطة تكسير (حلمأة) أنجيوتنسينوجين المفرز من قبل الكبد، ليُنتج عنه أنجيوتنسن الأول. أنجيوتنسين الأول يتم تكسيره مرة أخرى بإنزيمٍ موجود في الدورة الدموية الصغرى  وأماكن أخرى في الجسم، هذا الإنزيم هو إنزيم محول للأنجيوتنسين وينتج عن هذه العملية أنجيوتنسين الثاني (أقوى بيبتايد فعال في الأوعية). أنجيوتنسين الثاني مُضيّق قوي لكافة للأوعية الدموية. يعمل على البطانة العضلية في الأوعية وبالتالي يرفع المقاومة المحيطية وبالتالي يرفع ضغط الأوعية الدموية. يعمل أنجيوتنسين الثاني أيضا على الغدة الكظرية في إفراز الألدوستيرون، وهذا (الألدوستيرون) يحفز الكلية في زيادة إعادة امتصاص الأملاح والماء وبالتالي زيادة ضغط الأوعية الدموية. يقود ارتفاع الرينين في الدم إلى مرض ارتفاع ضغط الدم. {مستواه طبيعياً بين 1.98 - 24.6 ng/L في حالة وقوف (انتصاب) الجسم}.
الأبحاث الحديثة تدّعي أن السمنة عامل خطر في ارتفاع الضغط المرضي بسبب تنشيط نظام الرينين أنجيوتنسين ألدوستيرون في الأنسجة الدهنية، كما تدّعي الأبحاث الحديثة ارتباط نظام الرينين أنجيوتنسين ألدوستيرون بمقاومة الإنسولين وأن كلاهما قد يسبب الآخر. ينتج أنجيوتنسين الثاني في الجسم من أنسجة مختلفة في الجسم مثل الأوعية الدموية والقلب والغدة الكظرية والدماغ، ويتم التحكم في مستواه بواسطة إنزيمات أخرى مثل إنزيم كيماز (إنزيم في عصارة المعدة). فعالية نظام الرينين أنجيوتنسين والطرق البديلة أيضاً لتكوين أنجيوتنسين الثاني قد تلعب دور هام في إعادة تكوين المقاومة الوعائية وضرر الأعضاء الانتهائية (مثل تضخم البطين الأيسر وقصور القلب وتصلب عصيدي وسكتة ومرض الكلى المزمن ونوبة قلبية وأم الدم) في المرضى المصابين بارتفاع الضغط.

## خلل بطانة وعاء الدم
البطانة الغشائية للأوعية الدموية تنتج كمية من مواد التي تؤثر على جريان الدم، وبدورها تتأثر بتغيرات في الدم وضغط الدم. مثلاً أحادي أكسيد النيتروجين الموضعي و إندوثيلن، الذين يُفرزا من البطانة الغشائية يعتبران مادتان أساسيتان في تنظيم انقباض الأوعية وضغط الدم. في المرضى المصابين بفرط ضغط الدم الأساسي تضطرب الموازنة بين موسعات الأوعية ومضيقات الأوعية، وهذا يقود إلى تغيرات في البطانة الغشائية وينتج حلقة مفرغة تشارك في إبقاء ضغط الدم في مستوى عالٍ. في المرضى المصابين بارتفاع الضغط، يقود تنشيط البطانة الغشائية والضرر الذي يصيبها أيضاً إلى تغيرات في انقباض الأوعية، ونشاطية الأوعية، وتجلط الدم، وانحلال الفبرين. التغيرات التي تحدث في وظيفة البطانة الغشائية ذات دلالة موثوقة لتقدير الضرر الذي أصاب الأعضاء ولتقدير التصلب العصيدي والمستقبل المرضي.
الأدلة تشير إلى أن الإجهاد التأكسدي يغير وظائف عديدة للبطانة الغشائية، ومنها تغيرات في انقباض الأوعية ومقاومتها. تثبيط أحادي أكسيد النيتروجين بواسطة الأكسيد الفائق وأنواع الأكسجين التفاعلية يظهر في ارتفاع الضغط المرضي. أحادي أكسيد النيتروجين منظم مهم ووسيط لمجوعة كبيرة من العمليات في الأجهزة العصبية والمناعية والقبلبية الوعائية وأيضاً مرخي للعضلات وبالتالي يساعد في ارتخاء وتوسيع الأوعية الدموية (كونها تحتوي في جدرانها على خلايا عضلية ملساء) وبالتالي تزيد من تدفق الدم، علاوة على أن أحادي أكسيد النيتروجين يثبط لهجرة وتكاثر الخلايا العضلية الملساء في الأوعية. تمت الإشارة إلى أن الأنجيوتنسين الثاني يشارك في إنتاج الآكسيد الفائقة المؤكسدة بنسب تؤثر قليلا على ضغط الدم.
يعتبر إندوثيلن بيبتايدًا فعالًا على الأوعية تنتجه خلايا البطانة الغشائية، للإندوثيلن تعزّز انقباض الأوعية وأخرى تُعزّز توسيعها. مستويات الإندوثيلن الجائل تكثر في بعض المرضى المصابين بارتفاع الضغط خصوصاً من أصول أفريقية أمريكية، وفي مرضى ارتفاع الضغط عموما.